# Wet Hot American Summer
Wet Hot American Summer es una película de comedia dirigida por David Wain. Es protagonizada por Janeane Garofalo, David Hyde Pierce, Michael Showalter, Marguerite Moreau, Paul Rudd, Molly Shannon, Christopher Meloni, Elizabeth Banks, Michael Ian Black, Bradley Cooper, Amy Poehler, Zak Orth, A.D. Miles, y los miembros del grupo de comedia de MTV The State. Fue escrita por Wain y Showalter. El filme fue duramente criticado, aunque igualmente se convirtió en una de las películas de culto de la década, que luego, Netflix convirtió en una serie. 

## Trama
La película es sobre el último día de un campamento masón de verano en 1981.

## Reparto
- Janeane Garofalo como Beth.
- David Hyde Pierce como Henry Newman.
- Michael Showalter como Gerald "Coop" Cooperberg / Alan Shemper.
- Marguerite Moreau como Katie.
- Michael Ian Black como McKinley.
- Zak Orth como J.J.
- A.D. Miles como Gary.
- Paul Rudd como Andy.
- Christopher Meloni como Gene.
- Molly Shannon como Gail von Kleinenstein.
- Elizabeth Banks como Lindsay.
- Ken Marino como Victor.
- Amy Poehler como Susie.
- Kevin Sussman como Steve.
- Bradley Cooper como Ben.
- Marisa Ryan como Abby.
- Nina Hellman como Nancy.
- Gideon Jacobs como Aaron.
- Judah Friedlander como Ron.
- Samm Levine (no acreditado).
- David Wain (no acreditado) como Paco.